# Voisin VI
Le Voisin VI ou Voisin Type 6 était un bombardier biplan à poussée français de la Première Guerre mondiale.